# Bill Hader
William Thomas „Bill” Hader Jr. (n. 7 iunie 1978, Tulsa, Oklahoma, SUA) este un actor de comedie și scriitor american. Este cunoscut pentru rolurile sale din Saturday Night Live (2005-2013), pentru care a primit trei nominalizări la premiile Emmy, South Park (2009–prezent), și parodia seria de parodie Documentary Now! (2015–prezent), pentru care a câștigat un premiu Emmy. 
A mai jucat în You, Me and Dupree (2006), Superbad (2007), Forgetting Sarah Marshall (2008), Tropic Thunder (2008), Night at the Museum: Battle of the Smithsonian (2009), Paul (2011), Men in Black 3 (2012) și Maggie's Plan (2015). A dublat vocile personajelor din Cloudy with a Chance of Meatballs (2009), Inside Out (2015),  Monsters University, Inside Out, The Angry Birds Movie (2016) și Finding Dory.

## Viața timpurie
Hader s-a născut și a crescut în Tulsa, Oklahoma, ca fiu al lui Sherri Renee (născută Patton) și William Thomas Hader. Tatăl lui avea o companie de transport aerian de marfă și a lucrat ca manager de restaurant, șofer de camion, și, ocazional, în stand-up comedy; mama lui a fost o profesoară de dans. El are două surori mai mici, Katie și Kara. Are origini germane, daneze, Irlandeze și engleze; numele său provine din Germania.
Hader îi apreciază pe Monty Python și filmele lui Mel Brooks și Woody Allen, multe dintre care au fost prezentate prin intermediul tatălui său. În adolescență a făcut filme de scurt metraj cu prietenii, și a jucat într-o piesă de teatru la școală intitulată The Glass Menagerie.

## Legături externe
- Materiale media legate de Bill Hader la Wikimedia Commons
- Bill Hader la Internet Movie Database